# I due... amici
I due... amici (Let's Stick Together) è un film del 1952 diretto da Jack Hannah. È un cortometraggio animato realizzato, in Technicolor, dalla Walt Disney Productions, uscito negli Stati Uniti il 25 aprile 1952. A partire dagli anni novanta è più noto come Paperino e il socio in affari.

## Trama
L'ape Spike, ormai anziana, racconta di quando era giovane e che lui e Paperino erano stati grandi amici. I due infatti iniziarono ad avere tante attività insieme, finché Spike non conobbe un'altra ape, della quale si innamorò. Questo fece arrabbiare Paperino, il quale tentò di schiacciare l'ape femmina, andando a finire dentro a una serra. Spike, allora, per proteggere la sua amata, decise di andare sopra la serra, prendere la mira e pungere Paperino sul sedere. Al termine del racconto l'ape femmina caccia di casa Spike, il quale decide di scappare con Paperino, anche lui anziano.

## Distribuzione

### Edizione italiana
Il cortometraggio fu distribuito in Italia il 12 marzo 1964 all'interno del programma Pippo, Pluto e Paperino allegri masnadieri. Il corto venne poi ridoppiato nel 1986 dalla Mops Film su dialoghi di Franco Latini per l'inclusione nella VHS Serie oro - Paperino e le api e quindi dalla Royfilm negli anni novanta per la trasmissione televisiva.

### Edizioni home video

#### VHS
- Serie oro - Paperino e le api (ottobre 1986)[2]